# Kirsten Gillibrand
Kirsten Elizabeth Gillibrand, nata Rutnik (Albany, 9 dicembre 1966), è una politica e avvocata statunitense, senatrice per lo stato di New York dal 2009 ed in precedenza membro della Camera dei Rappresentanti per lo stesso stato dal 2007 al 2009. Gillibrand è membro del Partito Democratico e si configura come una democratica moderata dato che durante la permanenza alla Camera faceva parte della Blue Dog Coalition, un gruppo di democratici fiscalmente conservatori. Si è schierata a favore dell'aborto e della ricerca sulle staminali, ed è anche favorevole al diritto di uso delle armi e sostiene i matrimoni gay. Durante il mandato al Senato, Gillibrand si è spostata a sinistra. È stata esplicita sulle aggressioni sessuali nell'esercito e sulle molestie sessuali, avendo criticato il presidente Bill Clinton, il senatore Al Franken ed il governatore Andrew Cuomo, tutti colleghi democratici, per presunta cattiva condotta sessuale.

## Biografia
Nasce ad Albany, New York, figlia di Polly Edwina (Noonan) e Douglas Paul Rutnik. Entrambi i genitori, che divorzieranno alla fine degli anni ottanta, sono avvocati ed il padre ha anche lavorato come lobbista.  Gillibrand ha un fratello maggiore, Douglas Rutnik, e una sorella minore, Erin Rutnik Tschantret.  La nonna materna è Dorothea "Polly" Noonan, fondatrice del Albany Democratic Women's Club e leader della potente macchina politica del sindaco di Albany Erastus Corning, durata per oltre 40 anni.
Durante l'infanzia e gli anni del college, Gillibrand usa il soprannome di "Tina". Inizia a usare il nome di nascita di Kirsten pochi anni dopo all'università. Si diploma alla Emma Willard School, una scuola privata femminile situata a Troy, New York,  poi si iscrive al Dartmouth College, collaborando anche nell'ufficio di Albany del senatore repubblicano degli Stati Uniti Alfonse D'Amato. Si specializza in studi asiatici, studiando sia a Pechino che a Taiwan.  Mentre era a Pechino, ha studiato con l'attrice Connie Britton alla Beijing Normal University. Si laurea magna cum laude nel 1988 in giurisprudenza all'UCLA.
Il 23 gennaio 2009 la Gillibrand è stata designata dal governatore dello stato di New York, David Paterson, per occupare il seggio al Senato lasciato vacante da Hillary Clinton, la quale ha assunto la carica di segretaria di Stato nell'amministrazione Obama.
Ha confermato il suo seggio al Senato alle elezioni del 2010 con il 62.95% dei voti, del 2012 con il 72.22% dei suffragi e del 2018 con il 67% delle preferenze. Il 15 gennaio del 2019 annuncia di aver avviato una commissione esplorativa per valutare la sua possibile candidatura alle elezioni presidenziali del 2020, ed il 17 marzo si candida ufficialmente alle primarie democratiche. Si ritira il 28 agosto 2019 avendo solo l'1% dei sondaggi, Donald Trump la saluta con un tweet ironico.

## Vita privata
Gillibrand ha incontrato colui che sarebbe diventato suo marito, Jonathan Gillibrand, un venture capitalist e cittadino britannico, in un appuntamento al buio. Jonathan aveva pianificato di restare negli Stati Uniti solo per un anno mentre studiava per il suo Master in Business Administration presso la Columbia University, ma è invece rimasto proprio per il rapporto con lei. I due si sono sposati in una chiesa cattolica a Manhattan nel 2001.
I Gillibrands hanno avuto il primo figlio, Theodore, nel 2003, e il loro secondogenito, Henry, nel 2008. Vivono nella città di Brunswick. A causa delle sue esigenze di lavoro, la famiglia trascorre comunque la maggior parte del tempo a Washington.

## Opere
- Off the Sidelines: Speak Up, Be Fearless, and Change Your World, (forward by Hillary Clinton), Ballantine Books, 2015